# Georges Auric

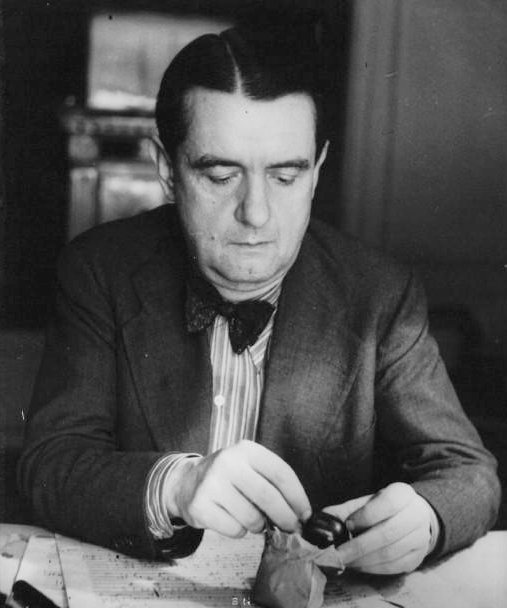
Georges Auric, 1940

Georges Auric (* 15. Februar 1899 in Lodève, Département Hérault; † 23. Juli 1983 in Paris) war ein französischer Komponist.

## Leben
Auric, Georges Studium in Paris (Caussade, an der Schola Cantorum bei V.d.Indy), er gehörte ab 1920 zur Groupe des Six, einer Komponistengruppe, die im Anschluss an Eric Satie im Gegensatz zum musikalischen Impressionismus von Claude Debussy und Maurice Ravel und zur spätromantischen Musik Richard Wagners einen neuen, einfachen Stil propagierte. Sprecher der Gruppe wurde später der Nicht-Komponist Jean Cocteau, mit dem Auric als Filmmusikkomponist oft zusammenarbeitete. 
In den Jahren vor dem Zweiten Weltkrieg war Auric zudem ein vielbeschäftigter, angesehener Musikkritiker und Kolumnist, u. a. bei Paris-Soir, Nouvelles littéraires und Marianne. Am 21. November 1940, zu Beginn der deutschen Besatzung, verunfallte Auric zusammen mit der Mäzenin Marie-Laure de Noailles im Auto eines deutschen Besatzungsoffiziers, als dessen Fahrgäste die beiden nach einem Nachtclubbesuch unterwegs waren.
1962 wurde er Direktor der Pariser Oper und als Nachfolger von Jacques Ibert Mitglied der Académie des Beaux-Arts. Die Königliche Akademie der Wissenschaften und Schönen Künste von Belgien (Classe des Beaux-Arts) nahm ihn 1975 als assoziiertes Mitglied auf. 1979 wurde Auric als auswärtiges Ehrenmitglied in die American Academy of Arts and Letters gewählt. Auric stand der Kommunistischen Partei Frankreichs nahe.
Georges Auric verfasste komische Opern, Ballette und insbesondere Filmmusik mit lebhafter, oft ekstatischer Rhythmik. Seine Inspirationskraft galt als klassisch, seine Ausdruckskraft als modern.
Auric war von 1954 bis 1978 Präsident der französischen Musikverwertungsgesellschaft SACEM, die der deutschen GEMA entspricht. Von 1962 bis 1968 war er Vorsitzender der „Réunion des théâtres lyriques nationaux“.
Er erhielt auf dem Pariser Prominentenfriedhof Cimetière du Montparnasse eine Ehren-Grabstätte.

## Werke (Auswahl)

### Kompositionen
- Ballett "Chemin de lumière" 1952
- Pastorales pour piano
- "Quatre chants de France malheureuse" (1949)

### Filmmusik
- 1930: Das Blut eines Dichters (Le sang d'un poète)
- 1931: Es lebe die Freiheit (À nous la Liberté)
- 1937: Der Dickschädel (Gribouille)
- 1939: Die Spielhölle von Macao (Macao, l’Enfer du jeu)
- 1943: Der ewige Bann (L'éternel retour)
- 1945: Traum ohne Ende (Dead of Night)
- 1945: Caesar und Cleopatra (Caesar and Cleopatra)
- 1945: Es war einmal (La Belle et la Bête)
- 1946: Die kleinen Detektive (Hue and Cry)
- 1948: Der Doppeladler (L’aigle à deux têtes)
- 1948: Blockade in London (Passport to Pimlico)
- 1948: Pique Dame (The Queen of Spades)
- 1949: Orpheus (Orphée)
- 1949: Der Meisterdieb von Paris (The Spider and the Fly)
- 1951: Das Glück kam über Nacht (The Lavender Hill Mob)
- 1952: Lohn der Angst (Le Salaire de la peur)
- 1952: Die ehrbare Dirne (La P… respectueuse)
- 1952: Moulin Rouge
- 1953: Titfield-Expreß (The Titfield Thunderbolt)
- 1953: Ein Herz und eine Krone (Roman Holiday)
- 1954: Die seltsamen Wege des Pater Brown (Father Brown)
- 1954: Das geteilte Herz (The Divided Heart)
- 1954: Rififi (Du rififi chez les hommes)
- 1955: Der Mantel nach Maß (The Bespoke Overcoat)
- 1955: Lola Montez (Lola Montès)
- 1956: Gervaise
- 1956: Der Glöckner von Notre Dame (Notre Dame de Paris)
- 1956: Die Abenteuer des Till Ulenspiegel (Les Aventures de Till L’Espiègle)
- 1956: Der Seemann und die Nonne (Heaven Knows, Mr. Allison)
- 1957: Der Mann, der sterben muß (Celui qui doit mourir)
- 1957: Esther Costello (The Story of Esther Costello)
- 1957: Spione am Werk (Les Espions)
- 1958: Bonjour Tristesse
- 1958: Christine
- 1959: Die Reise (The Journey)
- 1959: Dicke Luft und heiße Liebe (SOS Pacific)
- 1960: Das Testament des Orpheus (Le testament d'Orphée)
- 1960: Schlußakkord
- 1960: Lieben Sie Brahms? (Goodbye Again)
- 1961: Die Prinzessin von Cleve (La Princesse de Clèves)
- 1961: Schloß des Schreckens (The Innocents)
- 1962: Das brennende Gericht (La Chambre ardente)
- 1966: Drei Bruchpiloten in Paris (La Grande vadrouille)
- 1966: Mohn ist auch eine Blume (The Poppy Is Also a Flower)
- 1966: Die verbotene Tür (L’âge heureux)
- 1968: Therese und Isabell (Therese and Isabelle)

### Schauspieler
- 1924: Entr’acte